# 加藤雅美 (声優)
加藤 雅美（かとう まさみ、9月26日 - ）は、日本の女性声優。日本ナレーション演技研究所卒業。かつてアーツビジョンとRME、フェザードに所属していた。現在の所属先は不明。群馬県出身。
音楽科2級教員免許の資格を有している。

## 出演

### テレビアニメ
- 恋姫†無双（2008年 - 2010年、袁紹）- 3シリーズ

### OVA
- 恋姫†無双 †はわわっDVD七巻はOVAすぺしゃるですよ〜†（2009年、袁紹）
- 真・恋姫†無双 †はにゃDVD/Blu-ray第七巻はOVAすぺしゃるなのだ†（2010年、袁紹）
- 真・恋姫†無双〜乙女大乱〜 †あわわっDVD/Blu-ray第七巻はOVAすぺしゃるです〜†（2011年、袁紹）

### Webアニメ
- Starry☆Sky（2010年、七海まゆみ）

### ゲーム
1996年
- NINJA MASTER'S〜覇王忍法帖〜（霞）
- ティンクルスタースプライツ（ロードラン、ヤンヤン、ダークラン、メモリー女王）

2006年
- We Are*（神明めぐ）

2007年
- ふるふるぱーく（ボギー）

2008年
- 恋する乙女と守護の楯 The shield of AIGIS（2008年 - 2020年、星野麗美[2]） - 3作品[注 1]
- 恋姫†夢想 〜ドキッ☆乙女だらけの三国志演義〜（袁紹）
- ソルフェージュ〜Sweet harmony〜（二波織歌）

2009年
- ソルフェージュ〜La finale〜（二波織歌）

2010年
- 真・恋姫†夢想〜乙女繚乱☆三国志演義〜 蜀編（袁紹）
- Starry☆Sky〜After Spring〜（七海まゆみ[3]）

2011年
- Princess Frontier Portable
- ラグナロク 〜光と闇の皇女〜（キセ）

2012年
- Starry☆Sky〜After Spring〜 Portable（七海まゆみ）

2013年
- Z/X 絶界の聖戦（イシス[4]）

### 吹き替え
- 桑港
- 処刑山 -デッド・スノウ-（クリス）

### ドラマCD
- I/O drama CD Overbrowse Damsel（椿かおり、2006年）
- ソルフェージュ関連（二波織歌）
  - ソルフェージュ〜Sweet harmony〜初回限定版特典ドラマCD『ビフォアー・クリスマスパーティー』（2008年）
  - ドラマCD season2『なつのおもいで』（2008年）

### ボイスオーバー
- ディスカバリーチャンネル

### その他
- 2005年ワールドホビーフェスティバルVP
- 恋姫†無双 ラジオ出張版第六巻（ゲスト）
- 真・ラジオ恋姫†無双 出張版第二巻（ゲスト）
- CR恋姫†無双（袁紹）

### キャラクターソング
| 発売日  | 商品名                              | 歌                   | 楽曲                    | 備考                                            |
| 2010年  | 2010年                              | 2010年               | 2010年                  | 2010年                                          |
| ------- | ----------------------------------- | -------------------- | ----------------------- | ----------------------------------------------- |
| 9月29日 | ソルフェージュ ボーカルコレクション | 二波織歌（加藤雅美） | 「shining（織歌Ver.）」 | ゲーム『ソルフェージュ〜Sweet harmony〜』関連曲 |